# Saison 6 d'Elementary
Chronologie
Saison 5 Saison 7
Cet article présente les épisodes de la sixième saison de la série télévisée américaine Elementary.

## Synopsis
Le célèbre détective Sherlock Holmes, venu de Londres, habite New York. Tout juste sorti d'une cure de désintoxication, il est contraint de cohabiter avec sa marraine de sobriété, la Dre Joan Watson, ancienne chirurgienne reconvertie dans l'assistanat. Les capacités d'observation et de déduction de Holmes et l'expertise médicale de Watson aident à résoudre les affaires les plus impossibles du NYPD.

## Distribution

### Acteurs principaux
- Jonny Lee Miller (VF : Guillaume Lebon) : Sherlock Holmes
- Lucy Liu (VF : Laëtitia Godès) : Dre Joan Watson
- Jon Michael Hill (VF : Namakan Koné) : l'inspecteur Marcus Bell
- Aidan Quinn (VF : Michel Dodane) : le capitaine Thomas Gregson
- Desmond Harrington : Michael[1]

### Acteurs récurrents et invités
- John Noble (VF : Patrick Messe) : Morland Holmes, le père de Sherlock (épisodes 10 et 11)
- Joaquim de Almeida : Cal Medhina (épisode 13)

## Production
Initialement prévue pour treize épisodes, CBS commande, le 29 novembre 2017, huit épisodes supplémentaires pour un total de 21.

## Liste des épisodes

### Épisode 1:Sexe, Mensonges et Vidéos
- États-Unis /  Canada : 30 avril 2018 sur CBS[3] / Global
- Suisse : 30 octobre 2018 sur RTS Un
- Belgique : 28 juin 2019 sur RTL-TVI
- France : 14 septembre 2019 sur M6

- États-Unis : 4,735 millions de téléspectateurs[4] (première diffusion)

- Brett Dalton (Ryan Heyes)
- Trieste Kelly Dunn (Sophie Bush)
- Jordan Gelber (Docteur Eugene Hawes)
- Geoffrey Owens (Vernon Fisk)
- Wayne Wilcox (Drew Bishop)
- Summer Sveinson (Bethany Marshall)
- Trevor Van Uden (Sammy Olivetti)
- Ricky Garcia (Ramon)

### Épisode 2:Coup de foudre
- États-Unis /  Canada : 7 mai 2018 sur CBS / Global
- Suisse : 30 octobre 2018 sur RTS Un
- Belgique : 28 juin 2019 sur RTL-TVI
- France : 14 septembre 2019 sur M6

- États-Unis : 4,59 millions de téléspectateurs[5] (première diffusion)

- Samantha Quan (Lin Wen)
- Alimi Ballard (Don Kohler)
- Jamie Jackson (Colm Frick)
- Alexandra Silber (Chloe Giri)
- Thomas Keegan (Dave Amberlin)
- Jeffrey Omura (Kwan)
- Alok Tewari (Rohan Giri)
- Lukas Hassel (Le Hollandais)

### Épisode 3:Signé Button Gwinnett
- États-Unis /  Canada : 14 mai 2018 sur CBS / Global
- Suisse : 6 novembre 2018 sur RTS Un
- Belgique : 5 juillet 2019 sur RTL-TVI
- France : 21 septembre 2019 sur M6

- États-Unis : 4,43 millions de téléspectateurs[6] (première diffusion)

- Michael Potts (Docteur Peter Hanson)
- Ron Menzel (Brian)
- Mike Doyle (Chris Holland)
- Gia Crovatin (en) (Marcy Nix)
- Ami Sheth (Madame Holland)
- Bruce Sabath (David)
- Arnie Burton (Paul Chambers)
- Kevin Ray (Kevin)
- Juan Carlos Hernandez (Adrian Cruz)
- Geno Segers (Fetu, garde du corps de Nix)
- Robert Vincent Smith (George Nix)
- James Monroe Iglehart (Détective Mason)

### Épisode 4:Dernière Séance
- États-Unis /  Canada : 21 mai 2018 sur CBS / Global
- Suisse : 6 novembre 2018 sur RTS Un
- Belgique : 5 juillet 2019 sur RTL-TVI
- France : 21 septembre 2019 sur M6

- États-Unis : 4,17 millions de téléspectateurs[7] (première diffusion)
- Canada : 741 000 téléspectateurs[8] (première diffusion + différé 7 jours)

### Épisode 5:Trou noir
- États-Unis /  Canada : 28 mai 2018 sur CBS / Global
- Suisse : 13 novembre 2018 sur RTS Un
- Belgique : 12 juillet 2019 sur RTL-TVI
- France : 28 septembre 2019 sur M6

- États-Unis : 3,94 millions de téléspectateurs[9] (première diffusion)
- Canada : 701 000 téléspectateurs[10] (première diffusion + différé 7 jours)

### Épisode 6:Le Petit Doigt du yakuza
- États-Unis /  Canada : 4 juin 2018 sur CBS / Global
- Suisse : 13 novembre 2018 sur RTS Un
- Belgique : 12 juillet 2019 sur RTL-TVI
- France : 28 septembre 2019 sur M6

- États-Unis : 4,41 millions de téléspectateurs[11] (première diffusion)
- Canada : 714 000 téléspectateurs[12] (première diffusion + différé 7 jours)

### Épisode 7:Compagnons d'abstinence
- États-Unis /  Canada : 11 juin 2018 sur CBS / Global
- Suisse : 20 novembre 2018 sur RTS Un
- Belgique : 19 juillet 2019 sur RTL-TVI
- France : 5 octobre 2019 sur M6

- États-Unis : 4,35 millions de téléspectateurs[13] (première diffusion)
- Canada : 822 000 téléspectateurs[14] (première diffusion + différé 7 jours)

### Épisode 8:Le Clan des sabliers
- États-Unis /  Canada : 18 juin 2018 sur CBS / Global
- Suisse : 20 novembre 2018 sur RTS Un
- Belgique : 19 juillet 2019 sur RTL-TVI
- France : 12 octobre 2019 sur M6

- États-Unis : 4,54 millions de téléspectateurs[15] (première diffusion)
- Canada : 866 000 téléspectateurs[16] (première diffusion + différé 7 jours)

### Épisode 9:Chasse aux sorcières
- États-Unis /  Canada : 25 juin 2018 sur CBS / Global
- Suisse : 27 novembre 2018 sur RTS Un
- Belgique : 26 juillet 2019 sur RTL-TVI
- France : 19 octobre 2019 sur M6

- États-Unis : 3,97 millions de téléspectateurs[17] (première diffusion)
- Canada : 853 000 téléspectateurs[18] (première diffusion + différé 7 jours)

### Épisode 10:Faux et usage de faux
- États-Unis /  Canada : 2 juillet 2018 sur CBS / Global
- Suisse : 27 novembre 2018 sur RTS Un
- Belgique : 26 juillet 2019 sur RTL-TVI
- France : 26 octobre 2019 sur M6

- États-Unis : 3,89 millions de téléspectateurs[19] (première diffusion)
- Canada : 841 000 téléspectateurs[20] (première diffusion + différé 7 jours)

- John Noble (Morland Holmes)
- Dylan Baker (Armand Venetto)

### Épisode 11:La Trève
- États-Unis /  Canada : 16 juillet 2018 sur CBS / Global
- Suisse : 4 décembre 2018 sur RTS Un
- Belgique : 2 août 2019 sur RTL-TVI
- France : 29 décembre 2019 sur Prime Video

- États-Unis : 3,35 millions de téléspectateurs[21] (première diffusion)
- Canada : 631 000 téléspectateurs[22] (première diffusion + différé 7 jours)

### Épisode 12:Los ladrones
- États-Unis /  Canada : 23 juillet 2018 sur CBS / Global
- Suisse : 11 décembre 2018 sur RTS Un
- Belgique : 2 août 2019 sur RTL-TVI
- France : 29 décembre 2019 sur Prime Video

- États-Unis : 3,45 millions de téléspectateurs[24] (première diffusion)
- Canada : 911 000 téléspectateurs[25] (première diffusion + différé 7 jours)

### Épisode 13:L'Assassin au cœur d'or
- États-Unis /  Canada : 30 juillet 2018 sur CBS / Global
- Belgique : 9 août 2019 sur RTL-TVI
- Suisse : 11 décembre 2018 sur RTS Un
- France : 29 décembre 2019 sur Prime Video

- États-Unis : 3,33 millions de téléspectateurs[26] (première diffusion)
- Canada : 784 000 téléspectateurs[27] (première diffusion + différé 7 jours)

Joaquim de Almeida : Cal Medhina

### Épisode 14:Quarantaine
- États-Unis /  Canada : 6 août 2018 sur CBS / Global
- Belgique : 9 août 2019 sur RTL-TVI
- Suisse : 18 décembre 2018 sur RTS Un
- France : 29 décembre 2019 sur Prime Video

- États-Unis : 3,38 millions de téléspectateurs[28] (première diffusion)
- Canada : 751 000 téléspectateurs[29] (première diffusion + différé 7 jours)

### Épisode 15:La Tête ailleurs
- États-Unis : 12 août 2018 sur CBS
- Canada : 13 août 2018 sur Global
- Belgique : 16 août 2019 sur RTL-TVI
- Suisse : 18 décembre 2018 sur RTS Un
- France : 29 décembre 2019 sur Prime Video

- États-Unis : 3,02 millions de téléspectateurs[30] (première diffusion)

### Épisode 16:Irrésistible Skyler
- États-Unis /  Canada : 13 août 2018 sur CBS / Global
- Belgique : 16 août 2019 sur RTL-TVI
- Suisse : 8 janvier 2019 sur RTS Un
- France : 29 décembre 2019 sur Prime Video

- États-Unis : 3,48 millions de téléspectateurs[31] (première diffusion)
- Canada : 727 000 téléspectateurs[32] (première diffusion + différé 7 jours)

### Épisode 17:En vers et contre tous
- États-Unis /  Canada : 20 août 2018 sur CBS / Global
- Suisse : 8 janvier 2019 sur RTS Un
- Belgique : 23 août 2019 sur RTL-TVI
- France : 29 décembre 2019 sur Prime Video

- États-Unis : 3,34 millions de téléspectateurs[33] (première diffusion)
- Canada : 884 000 téléspectateurs[34] (première diffusion + différé 7 jours)

### Épisode 18:La Vision de Norman Horowitz
- États-Unis /  Canada : 27 août 2018 sur CBS / Global
- Suisse : 15 janvier 2019 sur RTS Un
- Belgique : 23 août 2019 sur RTL-TVI
- France : 29 décembre 2019 sur Prime Video

- États-Unis : 3,57 millions de téléspectateurs[35] (première diffusion)
- Canada : 811 000 téléspectateurs[36] (première diffusion + différé 7 jours)

### Épisode 19:Pour l'amour de Lily
- États-Unis /  Canada : 3 septembre 2018 sur CBS / Global
- Suisse : 15 janvier 2019 sur RTS Un
- Belgique : 30 août 2019 sur RTL-TVI
- France : 29 décembre 2019 sur Prime Video

- États-Unis : 3,3 millions de téléspectateurs[37] (première diffusion)
- Canada : 790 000 téléspectateurs[38] (première diffusion + différé 7 jours)

### Épisode 20:La Main au collet
- États-Unis /  Canada : 10 septembre 2018 sur CBS / Global
- Suisse : 22 janvier 2019 sur RTS Un
- Belgique : 30 août 2019 sur RTL-TVI
- France : 29 décembre 2019 sur Prime Video

- États-Unis : 3,17 millions de téléspectateurs[39] (première diffusion)
- Canada : 764 000 téléspectateurs[40] (première diffusion + différé 7 jours)

### Épisode 21:Une issue improbable
- États-Unis /  Canada : 17 septembre 2018 sur CBS / Global
- Suisse : 22 janvier 2019 sur RTS Un
- Belgique : 30 août 2019 sur RTL-TVI
- France : 29 décembre 2019 sur Prime Video

- États-Unis : 3,1 millions de téléspectateurs[41] (première diffusion)
- Canada : 833 000 téléspectateurs[42] (première diffusion + différé 7 jours)